# 알파인 (이메일 클라이언트)
알파인(Alpine)은 워싱턴 대학교에서 개발된 자유 소프트웨어 이메일 클라이언트이다.
알파인은 유니코드 및 기타 기능들의 지원을 추가한 Pine 메시지 시스템을 재개발한 것이다. 알파인은 숙련되지 않은 이메일 사용자들과 수요가 많은 파워 유저들에게 사용하기 적절하다. 알파인은 탐색과 문맥에 따른 도움말을 통해 학습이 가능하다. 사용자 인터페이스의 커스터마이즈가 가능하다.